# 北一色村 (岐阜県安八郡)
北一色村（きたいっしきむら）は、かつて岐阜県安八郡に存在した村である。
現在の安八郡神戸町北一色に該当する。

## 歴史
- 1874年（明治7年） - 一色村を北一色村に改称する。
- 1889年（明治22年）7月1日 - 町村制により発足。
- 1897年（明治30年）4月1日 - 神戸町、末守村、更屋敷村と合併し、改めて神戸町が発足。同日北一色村廃止。

## その他
- 一色村から北一色村に改名したのは、同じ安八郡に一色村（現・大垣市南一色町）が存在していたためである。

## 神社・仏閣
- 天満神社